# جون إف. باريت
جون إف. باريت (بالإنجليزية: John F. Barrett)‏ هو شخصية أعمال بريطاني، ولد في 16 مارس 1949.

## وصلات خارجية
- جون إف. باريت على موقع إن إن دي بي (الإنجليزية)